# Deuteragenia ossarium
Deuteragenia ossarium, là một loài ong vò vẽ được khám phá ở phía đông nam Trung Quốc năm  2014. Nó được đặt tên theo tên của nghĩa trang nhà xương hoặc ossuaries, từ đặc tính của loài là dùng tế bào vestibule (kiến trúc) kết hợp với kiến đã chết được xây bởi ong cái gần nơi nó đẻ trứng.